# Citroën C6
De Citroën C6 is een grote personenauto in de hogere middenklasse van het Franse merk Citroën. De C6 werd voor het eerst gepresenteerd in 2005, op de Autosalon van Genève.
De C6 is gebaseerd op een studiemodel, de C6 Lignage, dat al in maart 1999 op het Autosalon in Genève werd gepresenteerd. De bedoeling was om de Citroën XM door de C6 te vervangen, maar de productie van de XM werd in 2000 na 11 jaar gestaakt. De C6 zou pas 5 jaar later op de markt komen.
Eind 2003, begin 2004, verschenen zowel op internet als in verschillende autotijdschriften de eerste spionagefoto's van een tot dan toe flink gecamoufleerde grote sedan. In september 2004 liet Citroën de C6 nog voor de première op het autosalon van Genève in maart 2005 zien, precies 6 jaar na de presentatie van de C6 Lignage.
Op 14 juli 2005 verscheen de Franse president Jacques Chirac tijdens de Franse Nationale Feestdag in een Citroën C6. Die C6 werd tot in 2008 gebruikt door diens opvolger Nicolas Sarkozy. Kort daarop werden in Frankrijk meer Citroëns C6 waargenomen die door de fabrikant werden ingezet als demomodellen voor toekomstige kopers.
De auto opereert in de hogere middenklasse en is een concurrent voor auto's als de Audi A6, de BMW 5-serie, de Mercedes-Benz E-Klasse en de Jaguar S-Type. De C6 heeft een grote interieurruimte, met zijn grote wielbasis van 2,9 meter. Hij is uitgerust met innovatieve snufjes, zoals de actieve motorkap die bij een aanrijding voetgangers opvangt, de in bochten meesturende xenon-koplampen en het Lane Departure Warning-systeem. Citroën biedt ook een HUD-display, die de belangrijkste ritinfo, zoals de gereden snelheid en instructies van het navigatiesysteem, in de voorruit projecteert. De C6 maakt gebruik van een hydropneumatische ophanging. De bodemvrijheid van de wagen kan aangepast worden aan de omstandigheden en oneffenheden in het wegdek worden bijna volledig gefilterd door de ophanging.
Het laatste productiemodel liep van de band op 19 december 2012 uit de fabriek Rennes-la-Janais in Chartres-de-Bretagne.

## Motoren
Benzine
| Type   | Motor     | Motor     | Motor   | Vermogen | Koppel | Overbrenging     | 0–100 km/h | Topsnelheid | Jaartal     |
| Type   | Inhoud    | Cilinders | Kleppen | Vermogen | Koppel | Overbrenging     | 0–100 km/h | Topsnelheid | Jaartal     |
| ------ | --------- | --------- | ------- | -------- | ------ | ---------------- | ---------- | ----------- | ----------- |
| 3.0 V6 | 2.946 cm³ | V6        | 24V     | 211 pk   | 290 Nm | 6-traps automaat | 9,4 s      | 230 km/h    | 2006 - 2009 |

Diesel
| Type        | Motor     | Motor     | Motor   | Vermogen | Koppel | Overbrenging             | 0–100 km/h   | Topsnelheid    | Jaartal     |
| Type        | Inhoud    | Cilinders | Kleppen | Vermogen | Koppel | Overbrenging             | 0–100 km/h   | Topsnelheid    | Jaartal     |
| ----------- | --------- | --------- | ------- | -------- | ------ | ------------------------ | ------------ | -------------- | ----------- |
| 2.2 HDiF    | 2.179 cm³ | 4-in-lijn | 16V     | 173 pk   | 370 Nm | 6-bak / 6-traps automaat | 9,6 / 11,2 s | 217 / 217 km/h | 2006 - 2010 |
| 2.7 HDiF V6 | 2.720 cm³ | V6        | 24V     | 208 pk   | 440 Nm | 6-traps automaat         | 8,9 s        | 230 km/h       | 2006 - 2009 |
| 3.0 HDiF V6 | 2.992 cm³ | V6        | 24V     | 241 pk   | 450 Nm | 6-traps automaat         | 8,5 s        | 235 km/h       | 2009 - 2012 |